# Liausson
Liausson – miejscowość i gmina we Francji, w regionie Oksytania, w departamencie Hérault.
Według danych na rok 2010 gminę zamieszkiwało 156 osób, a gęstość zaludnienia wynosiła 145 osób/km².